# Csoroszlya

A csoroszlya (4) a hagyományos szántásnál használt eke része

A csoroszlya vagy kés, hosszúvas, az ekevas elé szerelt, cserélhető acél vágóél.
Feladata, hogy a fordítás előtt az élével a talajt a barázda teljes mélységében felhasítsa, ezáltal a szántáshoz szükséges vonóerő-igényt csökkentse, az ekét vezesse, egyenesben tartását, és irányítását megkönnyítse. Kötött, vagy gyökerekkel sűrűn átszőtt talajon használnak tárcsa alakú, forgó csoroszlyát is. Ennek az éltartóssága jobb, mivel a kopófelület nagyobb (hosszabb él kopik, nem olyan sűrűn kell cserélni), nem akad be olyan könnyen és így törésre kevésbé hajlamos.
Tárcsa alakú (esetenként kettős) forgó csoroszlyát alkalmaznak vetőgépeken is, a magárok kialakítására.
A modern ekéken is alkalmazzák, mai megnevezése: előhántó.

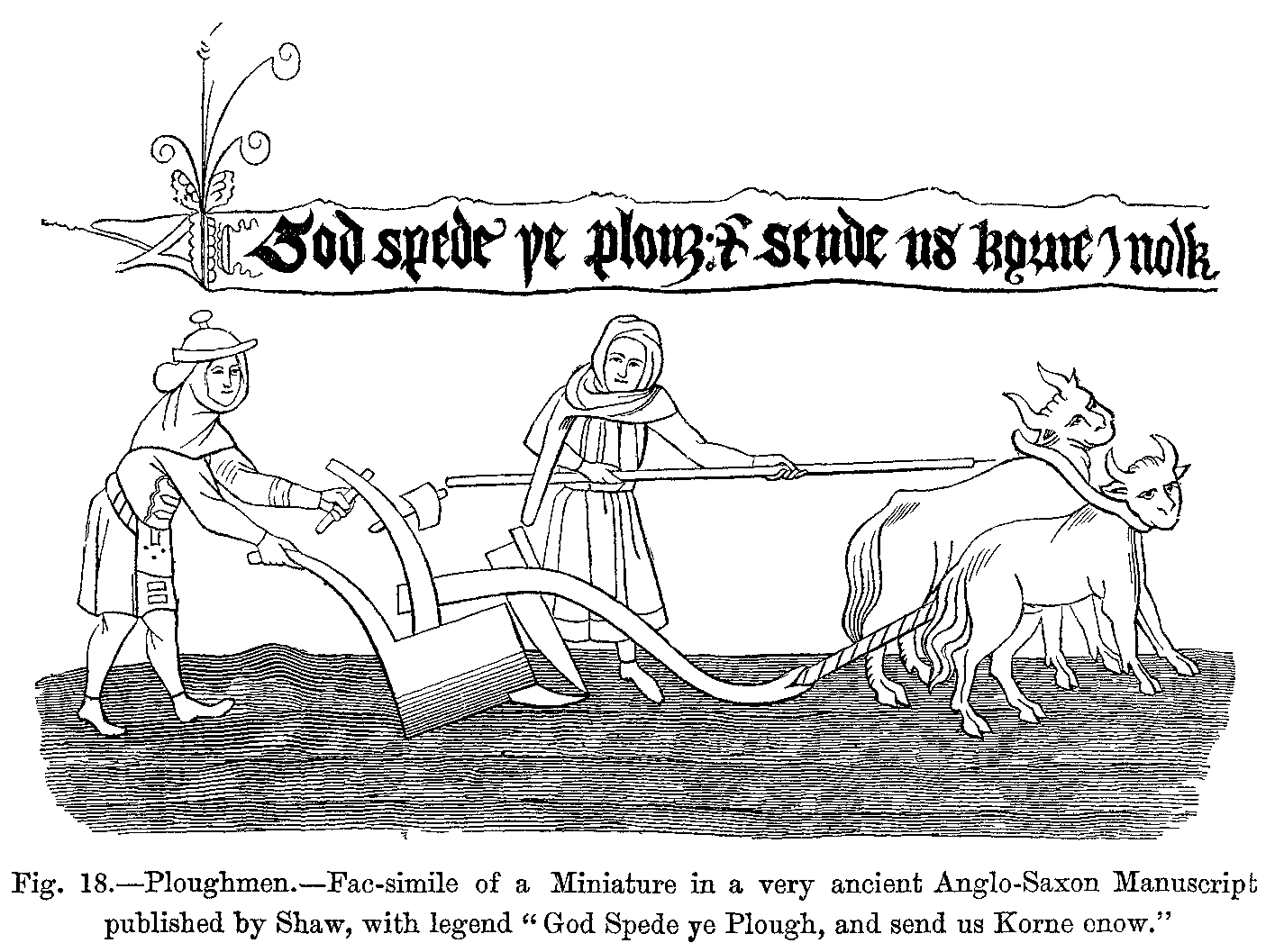
Csoroszlyás eke korai ábrázolása, egy ősi angolszász miniatúrán

Mivel a csoroszlya a használat közben teljesen elkopik, a maradványa teljesen hasznavehetetlen. A „vén csoroszlya” kifejezés ezért a gyenge, idős nők szinonimájává is vált. 

## Közmondások
- Vargához viszi a csoroszlyát élesíteni.
- Aki szántani akar, nézze meg a csoroszlyáját.
- Idővel a csoroszlya is elkopik.

## Csoroszlya a magyar költészetben
„Mert amint a nőstény ölre ment s birokra,

Megszorítja torkát Toldi két marokra;

Csak kifordul körme a fiú nyakából,

Kifogy minden erő a horgas-inából.

Szeme is kidülled, véres könnyel telve,

Mint egy nagy csoroszlya, lóg ki zöldes nyelve:

Nem kiment belőle, bennszorult a pára,

Ahogy eltátotta, úgy maradt az álla.”

– Arany János: Toldi (részlet)

„Mi haszna, hogy a csoroszlya

Az ugart fölhasogatja?

Hogyha magot nem vetsz bele,

Csak kóróval leszen tele.
Hej kisleány, pillantatod

Mélyen a szivembe hatott;

Mint a földet a csoroszlya,

Azt keresztűlhasogatta. ”

– Petőfi Sándor: Mi haszna, hogy a csoroszlya.. (részlet)

## Csoroszlya ábrázolása a magyar települések címerképeiben

Ukk címere
Nagyszénás címere
Egyházasfalu címere
Csány címere
Szőke címere
Koroncó címere
Bérbaltavár címere